# Summer of Soul (...ou, Quando a Revolução Não Pôde Ser Televisionada)
Summer of Soul (...Or, When the Revolution Could Not Be Televised) (prt/bra: Summer of Soul (...ou, Quando a Revolução Não Pôde Ser Televisionada)) é um documentário americano de 2021 dirigido por Ahmir "Questlove" Thompson sobre o Harlem Cultural Festival de 1969.
O filme teve sua estreia mundial no Festival de Cinema de Sundance de 2021 em 28 de janeiro de 2021, onde ganhou o Grande Prêmio do Júri e o Prêmio do Público nas categorias de documentário. Ele recebeu um lançamento limitado nos Estados Unidos em 25 de junho de 2021 antes de ser lançado nos cinemas pela Searchlight Pictures e via streaming no Hulu.
Recebeu elogios da crítica com elogios direcionados à restauração de imagens e ganhou vários prêmios. Esses prêmios incluem seis prêmios principais e abrangentes no 6º Critics' Choice Documentary Awards, incluindo Melhor Documentário. Também foi indicado ao Grammy de Melhor Filme Musical no 64º Grammy Awards e ao Oscar de Melhor Documentário no 94º Oscar.

## Sinopse
O documentário examina o Harlem Cultural Festival de 1969, que foi realizado no Mount Morris Park (agora Marcus Garvey Park) no Harlem e durou seis semanas. Apesar de ter um grande público e artistas como Stevie Wonder, Mahalia Jackson, Nina Simone, The 5th Dimension, The Staple Singers, Gladys Knight & the Pips, Blinky Williams, Sly and the Family Stone e Chambers Brothers, o festival foi visto como obscuro na cultura pop, algo que os documentaristas investigam.

## Produção
A pedido do organizador do festival e apresentador Tony Lawrence, o produtor de televisão Hal Tulchin gravou cerca de quarenta horas de filmagem do Harlem Cultural Festival de 1969 em fita de vídeo, trechos dos quais foram originalmente transmitidos em dois especiais de TV de uma hora em julho e setembro 1969 pela CBS e ABC. As fitas foram posteriormente colocadas em um porão, onde se diz que ficaram por cerca de 50 anos inéditas. Por vários anos, Tulchin tentou interessar as emissoras nas gravações com pouco sucesso, embora algumas das imagens de Nina Simone tenham sido usadas em documentários sobre a cantora.
Em 2004, Joe Lauro, um arquivista de filmes do Historic Films Archive, descobriu a existência da filmagem e entrou em contato com Hal Tulchin. Ele digitalizou e catalogou as filmagens, na esperança de trabalhar em um filme sobre o evento. Em 2006, Lauro fechou um acordo com Robert Gordon e Morgan Neville para contar a história do festival, mas o acordo nunca veio à tona, devido a Tulchin, que morreu em 2017, mudar seus pedidos e depois recusar o acesso as filmagens. O produtor Robert Fyvolent acabou adquirindo os direitos de cinema e televisão para a filmagem de seu produtor original. O diretor Ahmir Thompson expressou surpresa que a filmagem permaneceu inédita por tanto tempo, já que a música teve um grande impacto em sua vida e desenvolvimento, afirmando: "O que teria acontecido se fosse permitido um assento à mesa? Quanta diferença seria que fizeram na minha vida? Esse foi o momento que extinguiu qualquer dúvida que eu tinha de que poderia fazer isso."

## Lançamento
Summer of Soul estreou em 28 de janeiro de 2021 no Festival de Cinema de Sundance, onde ganhou o Grande Prêmio do Júri e o Prêmio do Público na Competição de Documentários dos EUA. O filme foi adquirido pela Searchlight Pictures e Hulu. Foi lançado nos Estados Unidos no El Capitan Theatre em Los Angeles e no multiplex AMC Magic Johnson Harlem 9 em Nova York em 25 de junho de 2021, antes de se expandir em todo o país uma semana depois, além de ser lançado no Hulu, com o filme também programado para ser distribuído internacionalmente nos cinemas e através da Disney+ Hotstar em 30 de julho de 2021 e Disney+ sob o hub de conteúdo Star e Star+ em 19 de novembro de 2021. Foi disponibilizado na versão americana do Disney+ em 8 de fevereiro de 2022, a tempo do Mês da História Negra. Ele fez sua estreia na televisão na ABC em 20 de fevereiro de 2022.
Em Portugal, Summer of Soul foi lançado no Disney+ através do hub Star em 30 de julho de 2021 e também foi exibido como parte do IndieLisboa em 21 de agosto de 2021. No Brasil, o documentário foi exibido como parte do Mostra Internacional de Cinema de São Paulo em 2 de novembro de 2021 e lançado via streaming pelo Telecine em 30 de dezembro de 2021. Em 27 janeiro de 2022, o filme também recebeu um lançamento limitado nas salas de cinema do país.
Em 22 de abril de 2021, foi anunciado que Questlove apresentaria o primeiro trailer do filme durante o 93º Oscar, no qual atuou como diretor musical. O trailer estreou em 25 de abril de 2021.

## Trilha sonora
Um álbum oficial da trilha sonora foi lançado em 28 de janeiro de 2022 pela Legacy Records. Em uma entrevista, Questlove disse que eles consideraram incluir músicas que não estavam no filme original e decidiram ficar com as músicas que já estavam liberadas para lançamento. O lançamento físico contém 16 músicas, enquanto o lançamento digital inclui uma música extra, Abbey Lincoln e “Africa” de Max Roach.
Listagem de faixas digitais
1. The Chambers Brothers – “Uptown”
2. B.B. King – “Why I Sing The Blues”
3. The 5th Dimension – “Don’t Cha Hear Me Callin’ To Ya”
4. The 5th Dimension – “Aquarius/Let The Sunshine In (The Flesh Failures)”
5. David Ruffin – “My Girl”
6. The Edwin Hawkins Singers – “Oh Happy Day”
7. The Staple Singers – “It’s Been A Change”
8. The Operation Breadbasket Orchestra & Choir Featuring Mahalia Jackson and Mavis Staples – “Precious Lord Take My Hand”
9. Gladys Knight & The Pips – “I Heard It Through The Grapevine”
10. Mongo Santamaria – “Watermelon Man”
11. Ray Barretto – “Together”
12. Herbie Mann- “Hold On, I’m Comin’”
13. Sly & The Family Stone – “Sing A Simple Song”
14. Sly & The Family Stone – “Everyday People”
15. Abbey Lincoln and Max Roach – “Africa”
16. Nina Simone – “Backlash Blues”
17. Nina Simone – “Are You Ready”

## Mídia doméstica
O filme foi lançado em DVD e digitalmente em 8 de fevereiro de 2022. Os recursos de bônus incluem um comentário em áudio de Questlove e dois featurettes de bastidores intitulados "Soul Searching" e "Harlem: Then & Now".